# Гейландит
Гейландит — минерал, каркасный силикат из группы цеолитов. Химическая формула (Ca,Sr,K2,Na2)[Al2Si6O16]•5H2O.
Твёрдость 3,5 — 4. Плотность 2,18 — 2,2. Спайность совершенная, хрупок. Цвет белый, жёлтый, розовый, кирпично-красный.
Впервые был обнаружен в Норвегии (Консберг) и в 1818 году описан немецким минералогом Ф. Брейтгауптом. Назван в честь английского коллекционера Дж. Г. Гейланда. Распространён довольно широко, встречается вместе с кальцитом и другими цеолитами как вторичный минерал в пустотах вулканических пород. Гейландит образует таблитчатые кристаллы и чешуйчато-зернистые либо лучистые агрегаты кристаллов.
Под паяльной трубкой расслаивается со вспучиванием и плавится, образуя белую эмаль. Практического значения не имеет, но кристаллы и небольшие друзы гейландита ценятся коллекционерами и могут представлять интерес как коллекционный материал. Наиболее известные местонахождения находятся в Индии, Ирландии, Шотландии, США, Канаде, Австрии. В России замечательные образцы гейландита встречаются в бассейне реки Нижняя Тунгуска.